# FK Kharkiv
Maillots
Le Futbolnyy Klub Kharkiv (en ukrainien : Футбольний Клуб Харків), plus couramment abrégé en FK Kharkiv, est un ancien club ukrainien de football fondé en 2005 puis disparu en 2010, et basé dans la ville de Kharkiv.

## Historique
- 2005 : fondation du club sur la base de l'Arsenal Kharkiv (en).

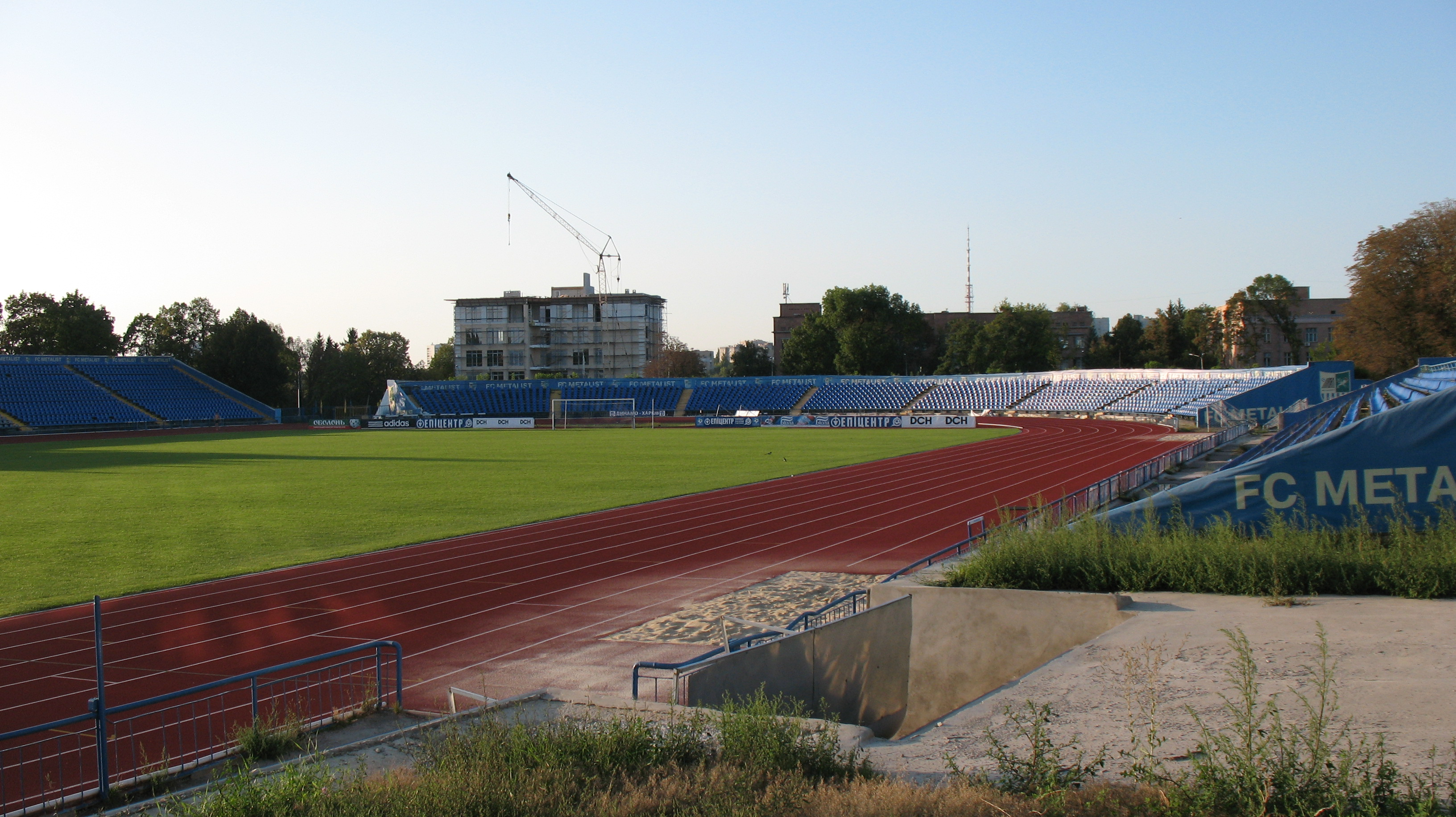
Le stade du Dynamo dans le Parc Maxime Gorki.

- 2010 : disparition du club.

## Bilan par saison
| Saison    | Championnat | Championnat | Championnat | Championnat | Championnat | Championnat | Championnat | Championnat | Championnat | Championnat | Coupe d'Ukraine     |
| Saison    | Division    | Pos         | Pts         | J           | V           | N           | D           | BP          | BC          | Diff        | Coupe d'Ukraine     |
| --------- | ----------- | ----------- | ----------- | ----------- | ----------- | ----------- | ----------- | ----------- | ----------- | ----------- | ------------------- |
| 2005-2006 | 1re         | 13e         | 33          | 30          | 9           | 6           | 15          | 29          | 36          | -7          | Seizièmes de finale |
| 2006-2007 | 1re         | 12e         | 33          | 30          | 8           | 9           | 13          | 26          | 38          | -12         | Huitièmes de finale |
| 2007-2008 | 1re         | 14e         | 27          | 30          | 6           | 9           | 15          | 20          | 32          | -12         | Seizièmes de finale |
| 2008-2009 | 1re         | 16e         | 12-3        | 30          | 2           | 9           | 19          | 19          | 50          | -31         | Huitièmes de finale |
| 2009-2010 | 2e          | 17e         | 14          | 34          | 3           | 5           | 26          | 23          | 76          | -53         | Seizièmes de finale |

Légende
- Promu en division supérieure
- Relégué en division inférieure

## Personnalités du club

### Présidents du club
- Vitaliy Danilov

### Entraîneurs du club
- Hennadyy Litovchenko (2005 - 2006)
- Volodymyr Koulaïev (2006)
- Volodymyr Bezsonov (2006 - 2008)
- Mykhailo Stelmakh (2008 - 2010)
- Rinat Morozov (2010)

## Logos

Logo n°1
Logo n°2